# Psautier de Luttrell
Le psautier de Luttrell (British Library, Add. MS 42130) est un manuscrit enluminé écrit et illustré vers 1320 – 1340 par des scribes et artistes anonymes. Il a été commandé par Sir Geoffrey Luttrell (1276-1345), un riche propriétaire anglais d'Irnham, dans le Lincolnshire.
En plus des psaumes, le livre présente un calendrier, des cantiques et une antienne. Les pages sont illustrées à des degrés différents, mais la plupart présentent de riches enluminures, avec des images représentant les saints et les histoires de la Bible, ainsi que diverses scènes de la vie quotidienne en Angleterre au Moyen Âge. Il présente par ailleurs de très nombreuses drôleries.
Le Psautier est acheté par le British Museum en 1929. La British Library a publié un fac-similé du Psautier en 2006.

## Historique

### Datation du manuscrit
Le manuscrit contient le colophon suivant au folio 202v : « Dns. Galfridus Louterell me fieri fecit » renvoyant au seigneur Geoffrey Luttrell (1276-1345), marié à Agnes (décédée en 1340), fille de Sir Richard de Sutton. Plusieurs dates de réalisation ont été proposées. Sur des critères historiques, Michael Camille propose le début des années 1330 et au maximum 1440, date de décès de la femme de Luttrell, qui est représentée au folio 202v. Cependant, cette représentation est surtout symbolique et aurait très bien pu être réalisée après la mort de la personne. Sur des critères stylistiques et en comparaison avec d'autres manuscrits similaires, comme le psautier de Douai (en), Lucy Sandler a proposé une datation vers 1325-1330. Il a été émis l'hypothèse que l'ouvrage pourrait avoir été achevé plus tard, après la mort de Luttrell en 1345. Il n'est en effet pas mentionné dans son testament cette même année et pourrait même ne plus être en sa possession. Il pourrait ne pas avoir été achevé à cette date et terminé après sa mort. Il ne semble pas être resté en possession des descendants de Luttrell.

### Parcours du manuscrit
Dès la fin du XIVe siècle, il est en possession de Jeanne de Bohun, comtesse de Hereford. Il appartient par la suite à la famille FitzAlan, comtes d'Arundel, dont les noms sont ajoutés au calendrier qui sert d'obituaire. Plus tard, il est en possession de Lord William Howard (1563-1640), puis de Mary Charlton, femme de Sir Edward Charlton, Baronet of Hesleyside (avant 1703) qui en fait don à son gendre Sir Nicholas Sherburne, Baronet of Stonyhurst. Il entre ensuite en possession de l'héritier de ce dernier, Thomas Weld (1750-1810, père du cardinal) de Lulworth Castle (Dorset). Ses descendants le conservent dans leur château et le prêtent régulièrement au British Museum à partir de la fin du 1896. L'héritier du château de Lulworth, Herbert Joseph Weld tente de le vendre chez Sotheby's le 29 juillet 1929. Trois jours avant la vente, le British Museum parvient à prouver que le manuscrit n'appartient pas à Weld, mais à une certaine Mme Mary Angela Noyes, femme du poète Alfred Noyes et veuve de Richard Shireburn Weld-Blundell. Cette dernière accepte de vendre le manuscrit au British Museum pour la somme de 30 000 guinées (31 500 livres). La somme est avancée pour un an, par un mécène, alors anonyme, en la personne de J. P. Morgan, Jr, acquéreur potentiel à la vente aux enchères. La somme lui est rendue à la suite d'une souscription publique, en même temps que le Psautier et livre d'heures de Bedford. 

## Description

### Composition du manuscrit
Le manuscrit contient 309 folios reliés en 26 cahiers de 12 ou 10 folios les chapitres suivant :
- un calendrier : f.1-12
- Le psautier dans sa version gallicane : f. 13-259v
- Les cantiques et Symbole d'Athanase : f. 259v-283r.
- Les litanies et diverses prières : f.283v-295.
- Office des morts à l'usage de Sarum : f. 296r-309v

### Réalisation du manuscrit
Le lieu de réalisation du manuscrit n'est pas connu. Un seul copiste a écrit l'ensemble des textes, mais cinq voire six mains anonymes sont distinguées parmi les enlumineurs qui auraient travaillé en trois phases :
- lors de la première phase, 3 enlumineurs interviennent sur les folios 145-214 : il s'agit d'un maître et de ses deux assistants, les artistes à l'origine des scènes les plus riches avec leurs décorations de bas de page inspirées de la vie quotidienne.
- lors d'une seconde phase, 2 enlumineurs sont au travail aux folios 13 à 108, de moindre compétence. Il est possible que cette phase soit exactement contemporaine de la première, un des enlumineurs de la première phase ayant repeint des visages de la seconde. La répartition entre les deux phases ne fait d'ailleurs pas consensus, Michael Camille répartissant les mains de manière différente, notamment la main principale de la première phase, qu'il appelle le Maître de Luttrell serait intervenu au cours de la seconde phase[9].
- Une troisième phase intervient beaucoup plus tard, peut-être même après la mort de Luttrell en 1345 Son style se rapproche en effet d'un autre psautier de cette époque, le psautier de Simon de Montacute (St John's College Library, D.30). Un seul enlumineur, le plus médiocre, intervient sur les pages laissées vides de décors, le calendrier (f.1-12), le reste du psautier (f.109-144 et 215-259) et la fin du livre (f.259-309) de manière assez baclée et en laissant quelques pages vides. Selon Michael Camille, un sixième enlumineur intervient sur une seule page (f.215r)[10].

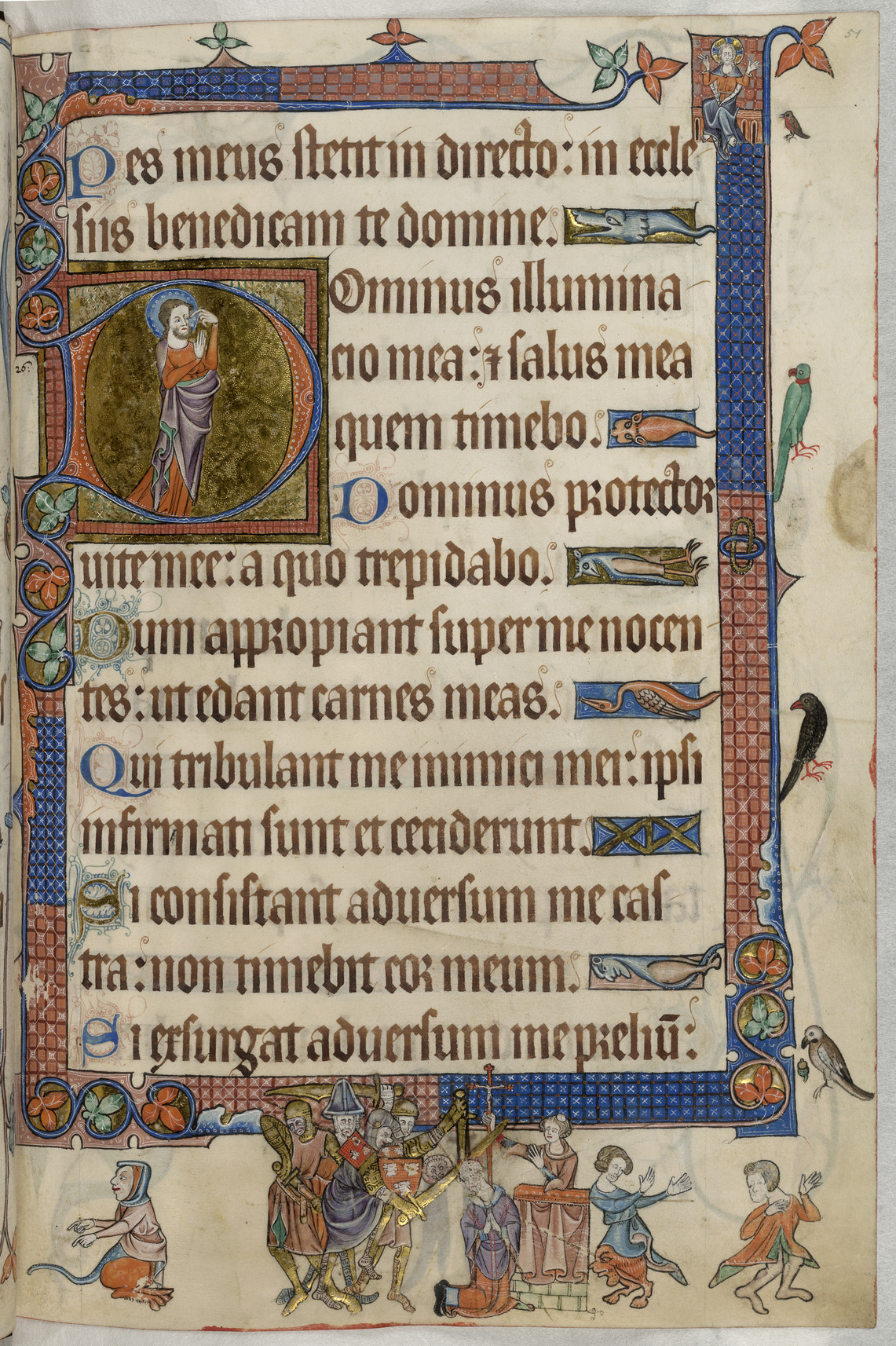
Folio 51 : l'assassinat de Thomas Beckett.
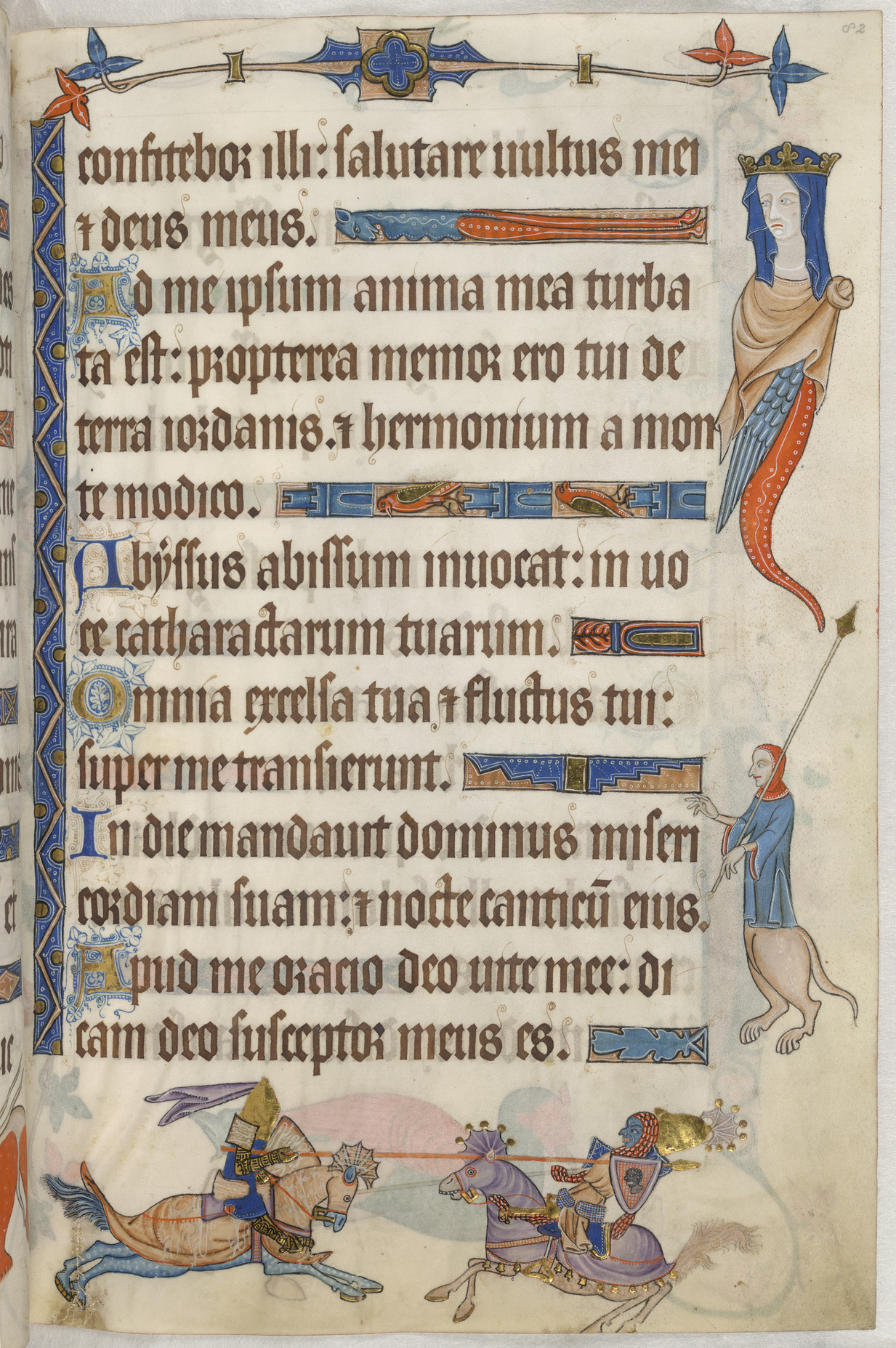
Folio 82 : une joute entre deux chevaliers.
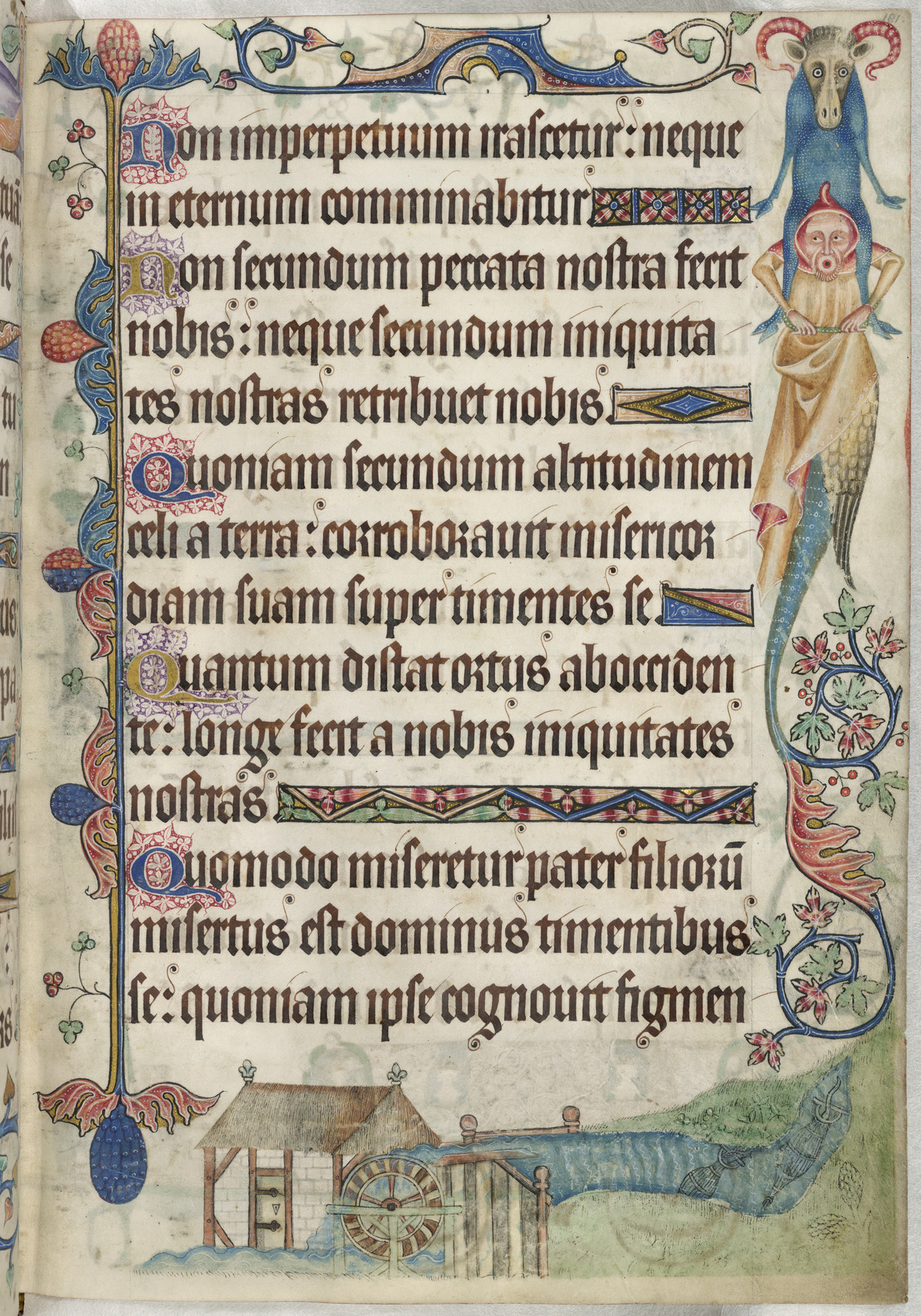
Folio 181 : un moulin à eau.